# François Cerutti
Pour les articles homonymes, voir Cerutti.
François Cerutti, né en 1941 à Alger, est un auteur contemporain français, mort le 26 septembre 2023.

## Biographie
Insoumis pendant la guerre d'Algérie, François Cerutti est plusieurs fois condamné pour son opposition aux méthodes de la guerre coloniale et au militarisme.
Ancien de La Vieille Taupe (première période), il est aussi connu sous le pseudonyme François Martin.
Il participe aux évènements de Mai 68, en particulier au Comité d'action travailleurs-étudiants installé à la faculté de Censier ; il est cité par Mark Kurlansky dans 1968: The Year that Rocked the World,.
Il participe à la revue Le Mouvement communiste en 1972 avec Jean Barrot (alias de Gilles Dauvé).
Membre du Syndicat des correcteurs, il a corrigé les épreuves de Journalistes algériens entre le bâillon et les balles de Lazhari Labter.

## Publications
- Eclipse and Re-emergence of the Communist Movement, de Jean Barrot (alias de Gilles Dauvé) et François Martin, Black & Red Press (Detroit, Michigan), 1974[6],[7]
- Les Jeunes, au boulot, témoignages recueillis et présentés par François Cerutti, Volume 1 de la Collection Mise en cause, Casterman, 1974[8]
- D'Alger à Mai 68 : mes années de révolution, Spartacus, 2010, avant-propos de Mohammed Harbi[9],[10],[11],[12]. Deuxième édition, Spartacus, 2018, avec un chapitre supplémentaire sur Mai 68. Cité à l'intérieur du site : https://editionsasymétrie.org/autogestion/
- Une histoire sociale et politique de la conquête de l'Algérie, Bonnel et Cerutti,  Éditions Terrasses, 2022